# نوارسطویی‌گرایی
نوارسطویی‌گرایی (به انگلیسی: Neo-Aristotelianism) دیدگاهی از ادبیات و نقد بلاغی است که توسط مکتب شیکاگو، رونالد کرین، الدر اولسون، ریچارد مک‌کئون، وین بوث، و دیگران تبلیغ می‌شود؛ به این معنی: 
نگاهی به ادبیات و نقد که به تاریخ ادبیات نگرشی کثرت‌گرایانه دارد و به دنبال نگاه درونی به آثار ادبی و نظریه‌های انتقادی است. 
در حوزه ارتباطات گفتاری که امروزه مطالعات ارتباطی است، نوارسطویی‌گرایی از اولین روش‌های بلاغی نقد بود. اولین اشاره به استفاده از مفاهیم ارسطو برای نقد در مقاله «آیا می‌توانیم مطالعه خلق را مدرن کنیم؟» از هوپول هادسون در سال ۱۹۲۱ دیده شد. هادسون به‌طور ضمنی استفاده از توپو را برای «سخنرانی یا استدلال» بیان کرد. ویژگی‌های اصلی نوارسطویی‌گرایی در «نقد ادبی خطابه» هربرت ویکلنز در سال ۱۹۲۵ به‌طور کامل توضیح داده شد، و بر تجزیه و تحلیل روش‌شناسی زمینه توانایی یک سخنران برای انتقال یک ایده به مخاطبان تمرکز داشت. در سال ۱۹۴۳ نوارسطویی‌گرایی بیشتر تبلیغ شد و پس از انتشار تاریخ و نقد سخنرانی عمومی آمریکا، اثر ویلیام نوروود بریگنس، محبوبیت یافت.